# Kozeak, Silistra
Kozeak (în bulgară Козяк, în română Checiler-Mahle) este un sat în comuna Dulovo, regiunea Silistra, Dobrogea de Sud, Bulgaria. Între anii 1913-1940 a făcut parte din plasa Accadânlar a județului Durostor, România.       

## Demografie
Componența etnică a satului Kozeak
     Bulgari (13,49%)
     Nicio identificare (1,22%)
     Altele (85,27%)
La recensământul din 2011, populația satului Kozeak era de 326 locuitori. Din punct de vedere etnic, majoritatea locuitorilor (85,27%) erau alte naționalități, cu o minoritate de bulgari (13,49%). Pentru 1,22% din locuitori nu este cunoscută apartenența etnică.

### Recensământul românesc din 1930
Componența etnică a comunei Checiler-Mahle (județul Durostor)
     Români (12,06%)
     Bulgari (4,49%)
     Turci (64,62%)
     Romi (18,83%)
Componența confesională a comunei Checiler-Mahle
     Ortodocși (16,56%)
     Musulmani (83,44%)
Conform recensământului efectuat în 1930, populația comunei Checiler-Mahle se ridica la 489 locuitori. Majoritatea locuitorilor erau turci (64,62%), cu o minoritate de români (12,06%), una de bulgari (4,49%) și una de romi (18,83%). Din punct de vedere confesional, majoritatea locuitorilor erau musulmani (83,44%), dar existau și ortodocși (16,56%).